# Bowen Byram
Bowen Byram (Cranbrook, Columbia Británica, 13 de junio de 2001) es un jugador profesional canadiense de hockey sobre hielo que se desempeña en la posición de defensor izquierdo en Colorado Avalanche, equipo de la National Hockey League (NHL).

## Carrera
Fue seleccionado en la primera ronda en la NHL Entry Draft de 2019. En 2020 hizo su debut profesional con el equipo Colorado Avalanche, donde lleva jugando cuatro temporadas.